# Sörlidtjärnen, Västerbotten
Sörlidtjärnen är en sjö i Umeå kommun i Västerbotten och ingår i Sävaråns huvudavrinningsområde. Sjön har en area på 0,0362 kvadratkilometer och ligger 253,4 meter över havet.

## Delavrinningsområde
Sörlidtjärnen ingår i det delavrinningsområde (714025-171369) som SMHI kallar för Ovan 713755-171481. Medelhöjden är 236 meter över havet och ytan är 12,28 kvadratkilometer. Räknas de 13 avrinningsområdena uppströms in blir den ackumulerade arean 121,58 kvadratkilometer. Norsån som avvattnar avrinningsområdet har biflödesordning 2, vilket innebär att vattnet flödar genom totalt 2 vattendrag innan det når havet efter 66 kilometer. Avrinningsområdet består mestadels av skog (85 procent). Avrinningsområdet har 0,04 kvadratkilometer vattenytor vilket ger det en sjöprocent på 0,3 procent.